# 曾家鎮 (電玩家)
曾家鎮，外號ZJZ、魔王，是台灣的電子格鬥遊戲競技玩家，火貓直播簽約主播，擅長《格鬥天王》系列和《快打旋風》系列遊戲。

## 經歷
曾家鎮從小便熱衷於格鬥電玩，家人起初持反對態度，後來諒解並轉為支持。2017年7月，曾家鎮在EVO 2017《格鬥天王XIV》項目獲得殿軍，2018年1月，在EVO Japan的《格鬥天王XIV》項目拿下世界冠軍，8月在EVO的同一項目敗給同為台灣選手的林家弘，拿下亞軍。該年他還出席了WirForce 2018，並打入卡普空盃年度決賽。
2022年1月，曾家鎮、林立偉（石油王）、林家弘（ET）和六嘆受邀參加台北國際電玩展，透過表演賽向玩家介紹將於2月17日發售的《格鬥天王XV》。同年，他在2022 EVO的《格鬥天王XV》項目奪得冠軍，這是他首次在該大賽中奪冠。
曾家鎮表示，台灣鮮少舉辦格鬥遊戲賽事，《格鬥天王XIV》更是一年只有一次，使得選手很難累積經驗。他也擔心台灣格鬥遊戲選手斷層的問題，並希望廠商能多加贊助格鬥電競。
2025年5月2日，T1官方宣布 Red Bull Kumite 台灣預選賽冠軍曾家鎮加入 T1 成為旗下《餓狼傳說》代表選手，是 T1 戰隊繼《鐵拳》賽事後再擴大格鬥遊戲戰線，更一舉延攬林立偉（石油王）、曾家鎮等台灣格鬥遊戲好手，擴展《快打選風 6》、《餓狼傳說》等遊戲版圖，展現了其欲爭奪第二屆 EWC 的野心。